# Chella Choi

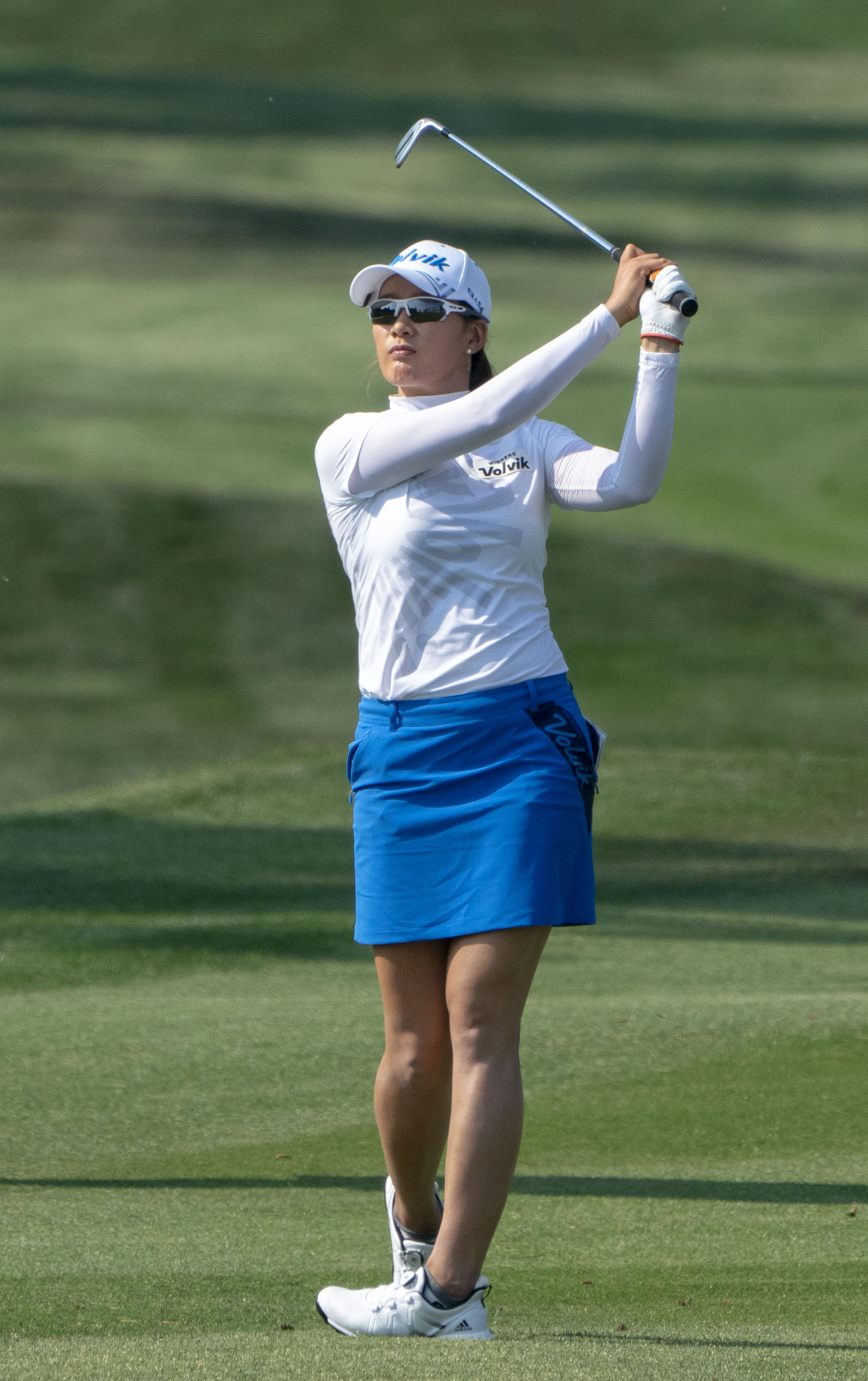
Chella Choi in 2018

Chella Choi (Seoel, 25 augustus 1990) is een professionele golfspeelster uit Zuid-Korea. Ze is professional sedert 2008. In dat seizoen speelde ze op de Futures Tour (tegenwoordig Symetra Tour) en kwalificeerde zich op het einde van het seizoen bij haar eerste poging voor de LPGA Tour.
Haar (tot mei 2013) beste resultaat op de LPGA Tour behaalde ze in juni 2012 in de Manulife Financial LPGA Classic in Waterloo (Ontario), waar ze na een play-off met vier speelsters eindigde op een gedeelde tweede plaats. De zege ging naar Brittany Lang. 